# Iujno-Aleksàndrovka
Iujno-Aleksàndrovka (en rus: Южно-Александровка) és un poble del krai de Krasnoiarsk, a Rússia, que en el cens del 2010 tenia 970 habitants. Pertany al districte d'Ilanski.